# Departament de Salto
Salto (en castellà i oficialment Departamento de Salto) és un departament de l'Uruguai situat sobre el litoral nord-occidental del país. Limita al nord amb Artigas, a l'est amb Rivera i Tacuarembó, al sud amb Paysandú, i a l'oest amb la província argentina d'Entre Ríos, de la qual el separa el riu Uruguai.
Amb una superfície de 14.163 km², és el segon departament més extens del país, després de Tacuarembó. Va ser creat per decret del parlament el 1837, a partir del territori del departament de Paysandú. La capital departamental és la ciutat de Salto – situada 502 km al nord de Montevideo–, amb una població de 100.572 habitants (2006).
El 2010, ocupava la tretzena posició dins de l'Uruguai pel que fa a l'Índex de Desenvolupament Humà, amb 0,742 punts, una xifra comparable amb la de països com Bulgària. També, segons les dades del cens del 2004, Salto tenia 124.683 habitants, essent, per tant, un dels quatre departaments més poblats del país, al costat de Montevideo, Canelones i Maldonado, respectivament.
Els actuals símbols de Salto – la bandera i l'escut d'armes – representen el destí, la deussa Minerva, una branca d'olivera, una de roure, i una cascada, símbol dels importants recursos fluvials que té el departament.

## Etimologia
El nom del departament deriva dels salts d'aigua diversos que emanen del riu Uruguai. Abans de la seva fundació, els indígenes que habitaven la zona solien referir-se al terreny fent ús del vocable guaraní «itu», que vol dir «esculls».

## Història
El poble de Salto – avui una ciutat – va ser fundat el 8 de novembre de 1756 i elevat el 8 de juny de 1863 a la categoria de ciutat. El departament va ser creat el 17 de juny de 1837 en territoris que abans pertanyien al departament de Paysandú, i incloïa durant els primers anys l'actual departament d'Artigas.

### L'Èxode del Poble Oriental
A finals de 1811 uns 11.004 integrants del Poble Oriental van decidir acampar en el departament durant gairebé trenta dies. Aquestes persones eren soldats i civils que van servir de companyia al pròcer nacional, el General José Gervasio Artigas.
En arribar, es van assentar en dèbils edificacions situades sobre els rocosos salts del riu Uruguai. L'èxode com el va anomenar Artigas o «la Redota», com van preferir els paisans, es va convertir en una de les proeses del Poble Oriental que fugia de l'opressor instal·lat a Montevideo.
El General es va establir allà en un campament conegut com a Ayuí.
Tots els anys durant la primera setmana del mes de desembre, la Comissió d'Amics del Patrimoni Històric, en col·laboració amb la Intendència i altres grups tradicionalistes de la regió departamental, celebren aquesta campanya duent a terme una fidel representació de La Redota que inclou balls i esdeveniments artístics i culturals.

### L'obra de Garibaldi
En temps de la Guerra Gran (1839-1851), Giuseppe Garibaldi, conegut com «l'heroi de dos mons» va romandre en territori salteny, participant en nombrosos enfrontaments bèl·lics com per exemple les batalles d'Itapebí i San Antonio.
El febrer de 1846 va tenir lloc la campanya de San Antonio, on Garibaldi i els seus col·legues es van enfrontar a les forces armades procedents de Corrientes (Argentina), sota la tutela del General Servando Gómez. Al cap de poc, Garibaldi va anar a Montevideo, però la seva breu estada a Salto el va fer mereixedor d'un monument i una avinguda a la capital departamental que porten el seu nom.

## Geografia

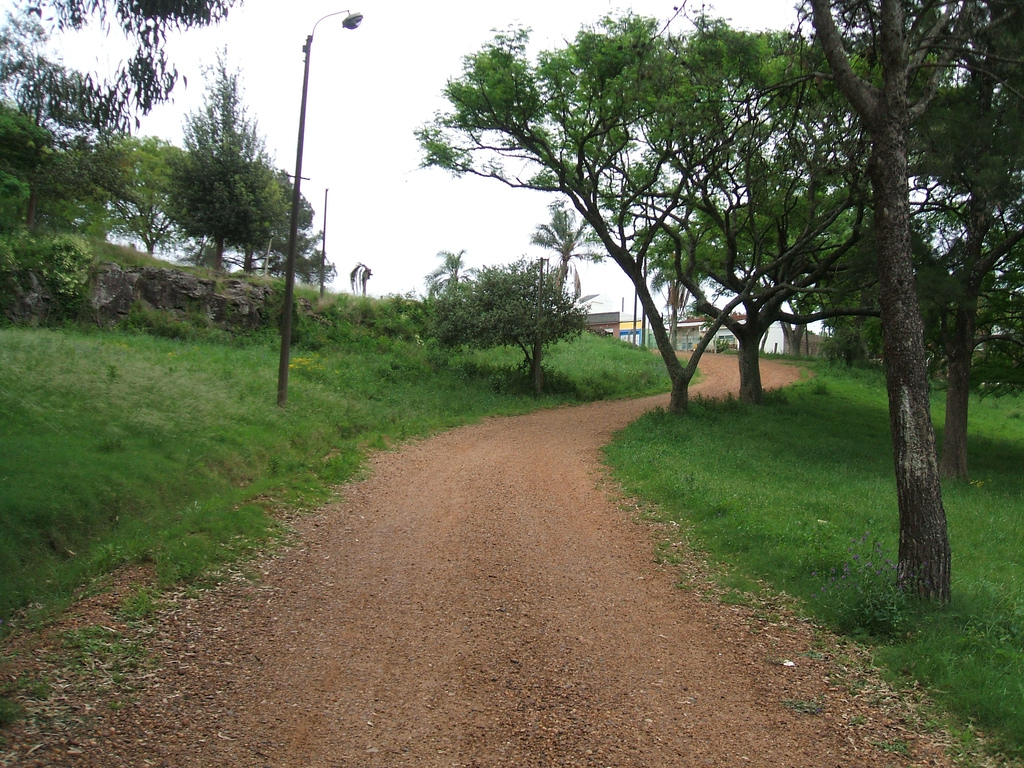
Harriague.

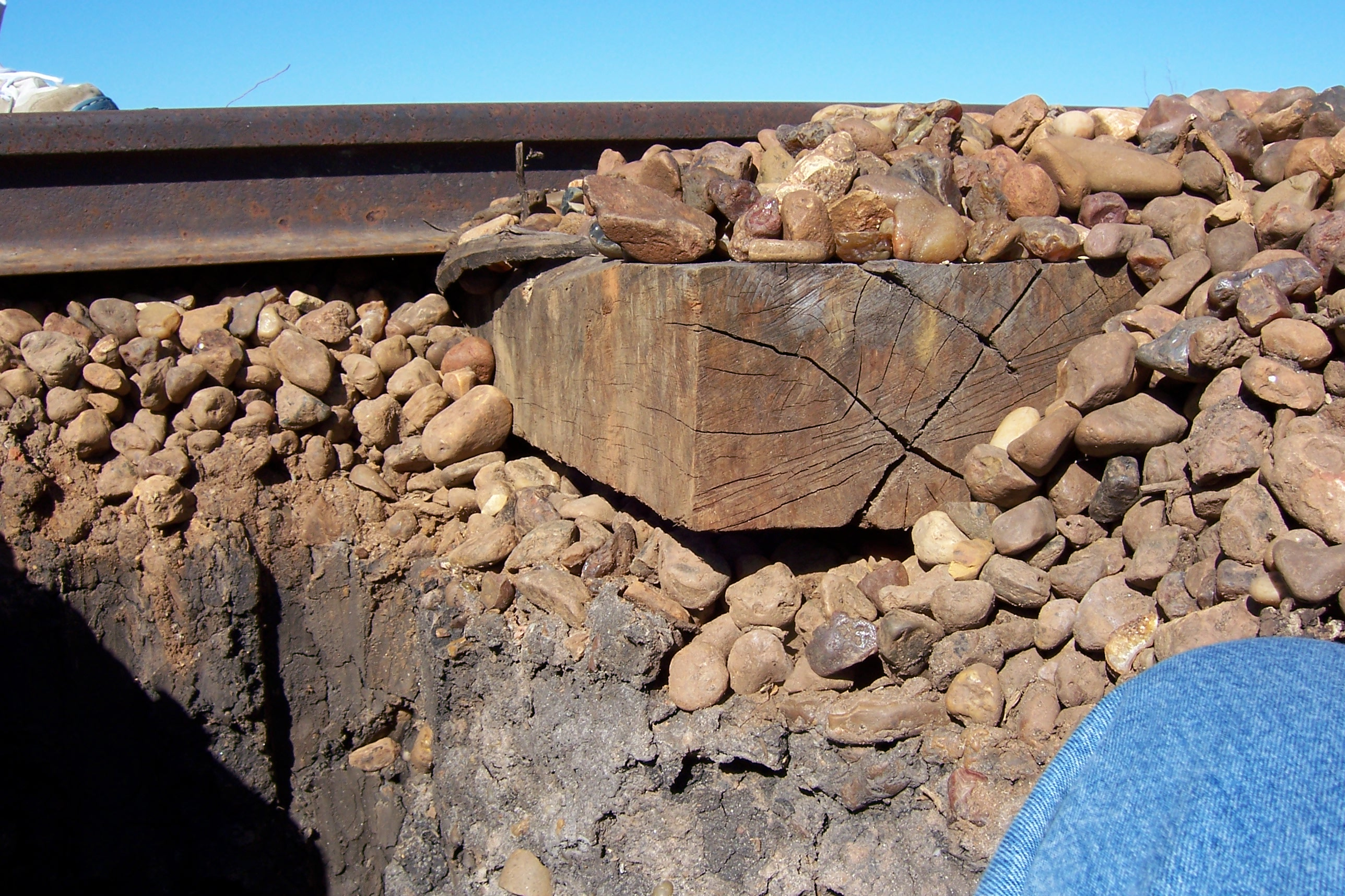
Via sobre travesses de fusta a Salto.

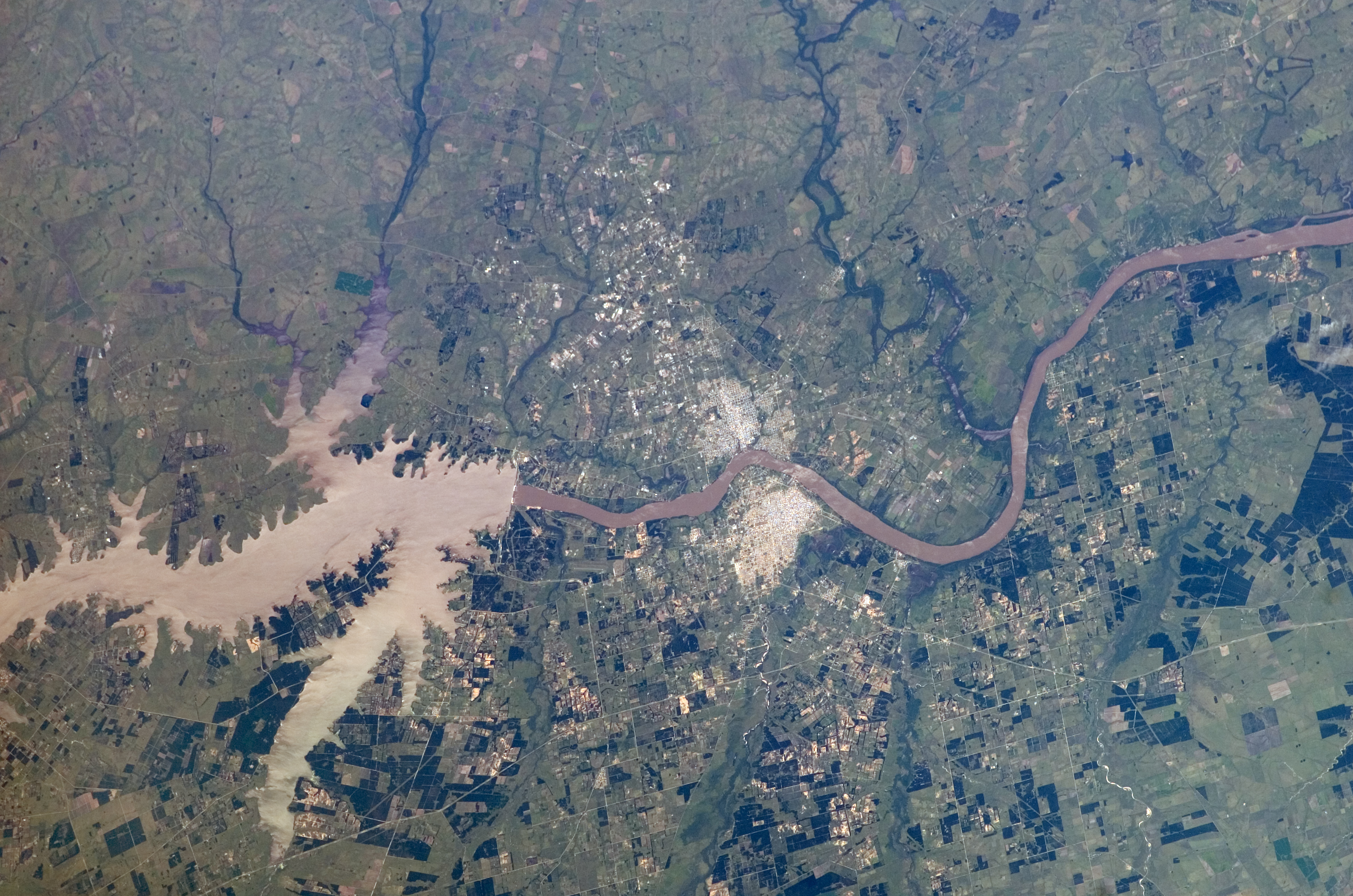
Llac de la presa de Salto Grande.

El departament és famós per la seva riquesa natural, convertint-se potser en una de les zones més productives i econòmicament estables de l'Uruguai. La central hidroelèctrica de la presa de Salto Grande proveeix a gairebé la totalitat del país, i és compartida per la franja limítrof argentina que se serveix de la mateixa per a la il·luminació artificial de molts dels pobles entrerrians.
Les fonts d'aigua termal i l'abundància de pedres semiprecioses (que comparteix amb els veïns Tacuarembó i Artigas), sumat a la prolífera explotació agrícola-ramadera, fan de Salto una regió activa i extremadament fructífera.

### Orografia
El territori salteny és lleugerament ondulat i pedregós a les zones baixes i parts superiors de les muntanyes i cuchillas (les cuchillas, a l'Uruguai, són cadenes de turons), amb praderes destinades a l'activitat ramadera. El terreny pla també es troba en les proximitats al riu Uruguai, lloc on no escassegen els sediments terciaris de sorres que contenen cantells rodats.
El terreny es trenca en direcció a l'est, cap a les creixents del riu Arapey, i on es troba la Cuchilla de Haedo, d'origen basàltic. Des d'allà són procedents amb rumb a l'oest les cuchillas de Belén i la seva ramificació en els Arapeyes; la de Las Cañas, la de l'Arbolito, i la seva extensió denominada de Salto o del Daymán.

### Hidrografia
El riu Arapey Chico el separa d'Artigas, mentre que el riu Daymán serveix de límit natural amb Paysandú. També es troba el riu Arapey Grande, del qual neixen alguns rierols que creuen pràcticament tot el departament.

### Clima
El clima és molt càlid i humit durant l'estiu austral (desembre–març), amb temperatures que ronden entre els 181 i 19 °C durant els mesos d'octubre i de novembre. La mitjana anual de precipitacions és de 1.100 mm, la qual cosa ocasiona eventuals revingudes als rius Arapey, Daymán i Uruguai.

### Flora i fauna
Salto té una vegetació molt variada, principalment quant a arbres d'eucaliptus, eritrina, roure, llimoners, tarongers, estudiantines, guaiabes i llorers.
La fauna es compon de nyandús – criats i exportats a l'estranger–, guillots grisos, pumes, capibares i armadillos.
Al voltant de les vies fluvials trobem al bosc galeria (ibiraoitá, timbó, garrofer), molt semblant al d'estil missioner.

## Economia
El departament de Salto és bàsicament de tradició ramadera, dedicant-se a la cria tant de bovins com d'ovins (que es comercialitzen vius, com a extracte, congelats o en conserva). Els predis agrícoles, una mica sorrencs, es troben a l'oest, en les proximitats al riu Uruguai. Entre els confins de Salto i San Antonio es planten cítrics, maduixa, tomàquets, créixens i raïms, entre d'altres.
Al nord es planta blat, gira-sol, blat de moro i cereals, i a El Espinillar, canya de sucre. La presència de pedres precioses — àgates i ametistes — possibilita la seva explotació en demesia. Quant al sector industrial, destaquen les firmes frigorífiques, les de construcció, la de preparat de sucs, i la d'embús d'aigua mineral.
Destaquen a més els moliners i la producció de lactis, sent digna d'esmentar la companyia Inlacsa (Industria Láctea Salteña). L'apicultura té cert prestigi artesanal i els seus productes són molt valorats en tot Europa.
El PIB per capita era a començaments de 2006 de 4.384,7 pesos uruguaians (183,2 dòlars dels EUA, cotització de 2006).

## Comunicacions i transport

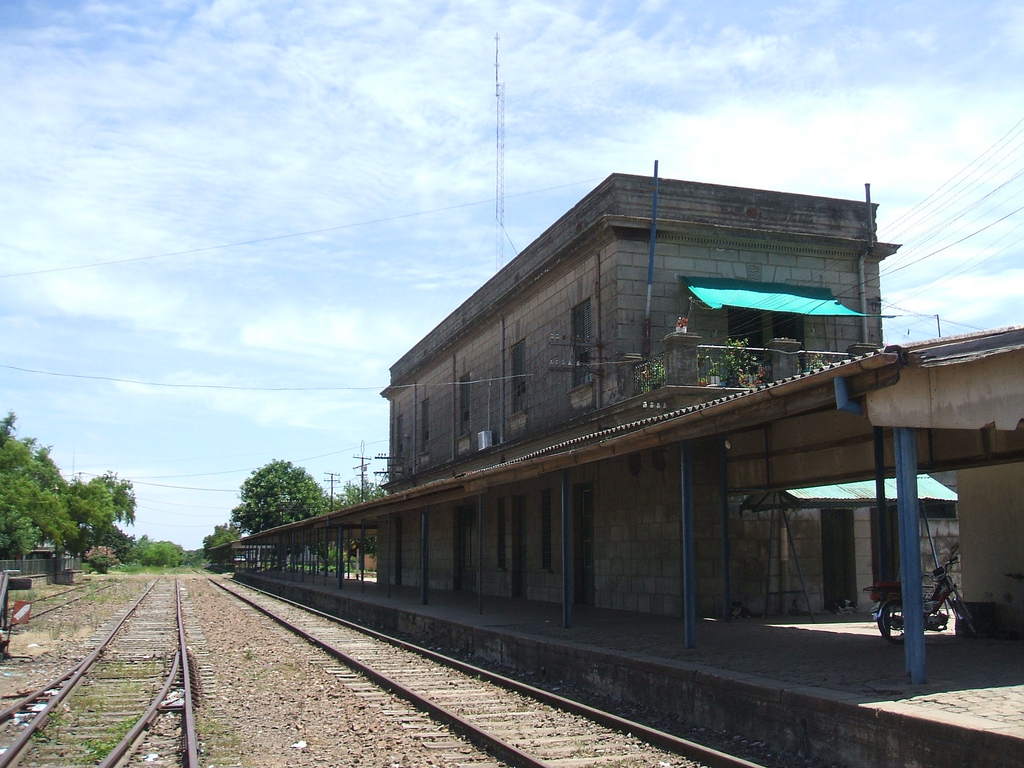
Antiga estació de trens de Salto.

El servei d'autobusos procedents de i amb destinació Paysandú, Young, Flores, San José i Montevideo, principalment, faciliten el transbordament de turistes nacionals i estrangers que viatgen des dels principals cons urbans.
La ruta núm. 3 serveix d'enllaç directe amb el departament de San José en direcció sud, i és la més freqüentada pels automobilistes que viatgen en aquesta direcció. Una altra ruta que mereix atenció és la ruta 31, la qual uneix Salto amb les ciutats de Tacuarembó i Rivera per l'oest.
Una altra opció és el riu Uruguai, de fàcil navegació, i el qual connecta la capital de Salto amb la ciutat argentina de Concordia, a la veïna vora.
La ciutat de Salto compta així mateix amb un aeroport nacional que serveix de parada per vols regionals.
Els trams ferroviaris oberts al trànsit en el departament són els que formen part de l'eix Paso de los Toros–Salto-Salto Grande–Concordia. La línia Salto-Baltasar Brum-Bella Unión va ser clausurada el 1992 i es troba abandonada en males condicions.

## Demografia
Segons les dades del cens de 2004, hi havia una xifra aproximada de 123.120 habitants (60.446 homes i 62.674 dones) i de 34.441 habitatges al departament. La mitjana de llar era d'un 3,5. Cada 100 dones hi havia 96,4 homes.
- Taxa de creixement poblacional: 0,970% (2004)
- Taxa de natalitat: 20,49 naixements/1.000 persones (2004)
- Taxa de mortalitat: 7,96 morts/1.000 persones
- Mitjana d'edat: 27,2 (26,2 homes, 28,3 dones)
- Esperança de vida en néixer (2004): 74,97 anys
  - Homes: 71,73 anys
  - Dones: 78,34 anys

- Mitjana de fills per família: 2,81 fills/dona
- Ingressos urbans per capita (ciutats de 5.000 o més habitants): 3.222,8 pesos/mes

Creixement de la població (habitants):
- 1852: 7.364
- 1860: 15.821
- 1908: 46.259
- 1963: 92.183
- 1975: 103.074
- 1985: 108.487
- 1996: 117.597
- 2004: 123.120

### Principals centres urbans

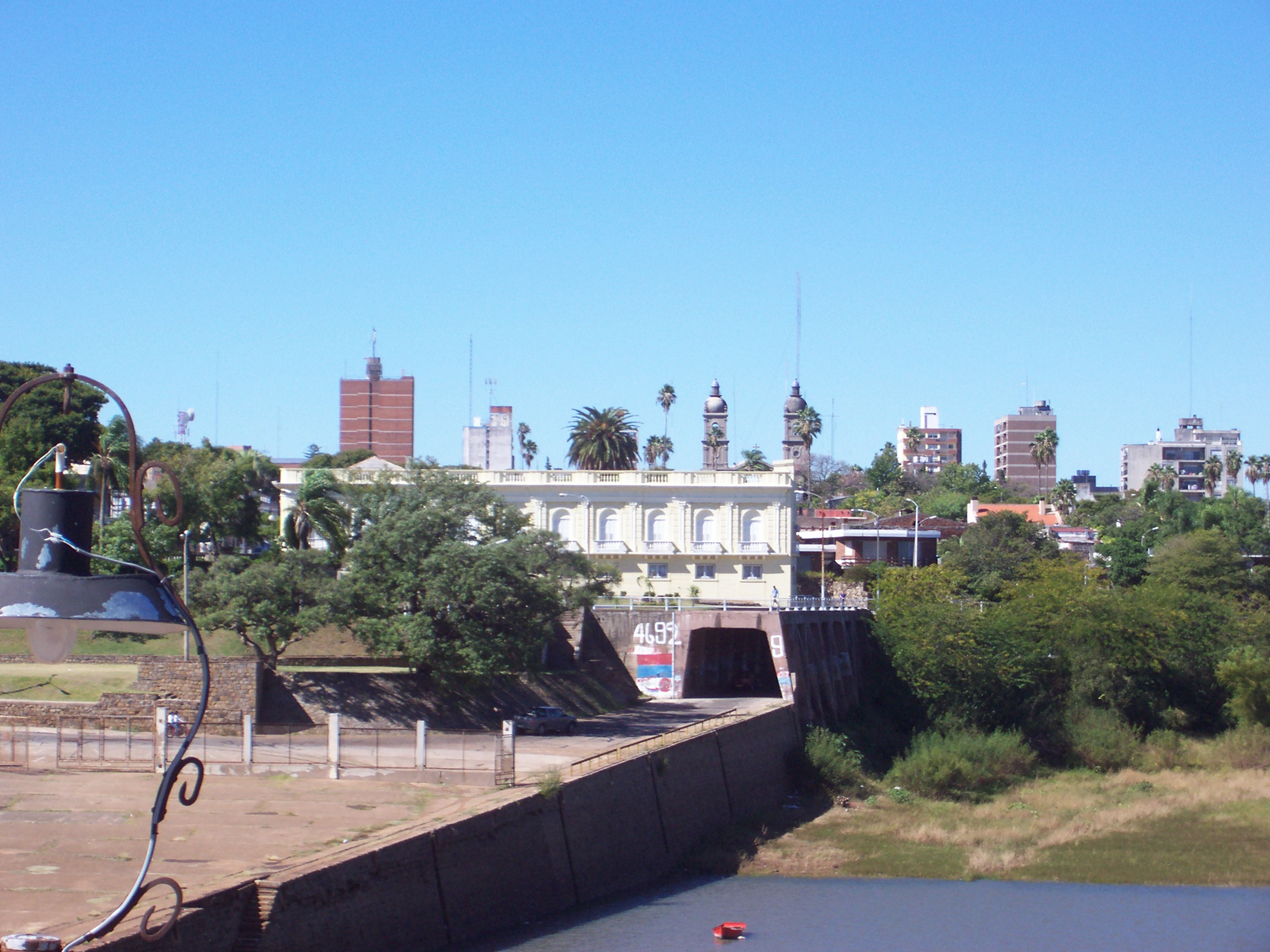
Vista de la ciutat de Salto, des del port.

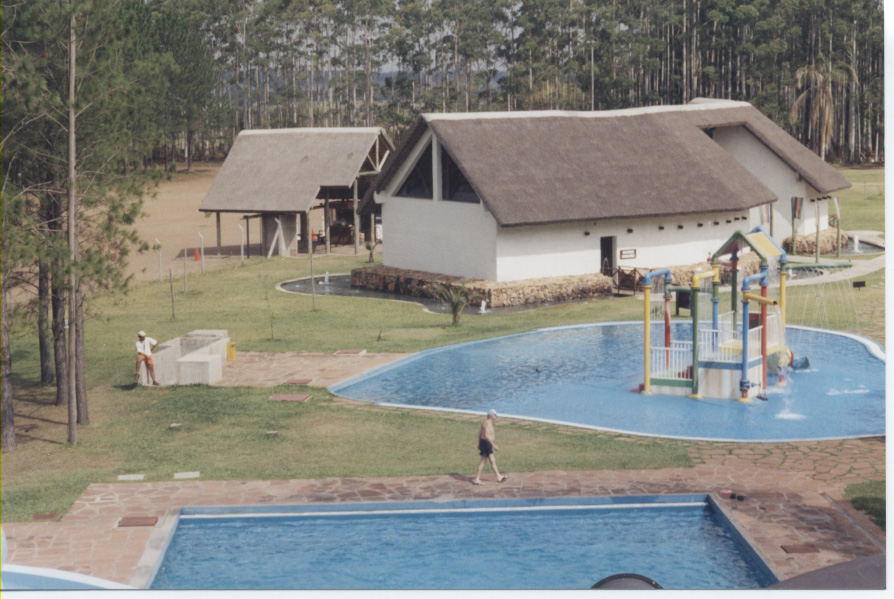
Parc aquàtic Horacio Quiroga, Salto Grande.

La capital departamental és la segona ciutat en població del país. Altres ciutats del departament són San Antonio (866 habitants), un sector citrícola i vitícola, Constitución (2.844 habitants) i Belén (2.030 habitants), ambdues situades sobre la vora del riu Uruguai.
Sobre l'Arapey s'assenta la instal·lació turística de Termas del Arapey, i proper al riu Daymán, i a uns quants quilòmetres de la ciutat de Salto, s'ubiquen les Termas del Daymán. Com atractius culturals existeixen el Museu de l'Home i la Tecnologia, el Casino, el Parque Harriague, la Plaça Artigas, el Teatre Larrañaga i la Presa de Salto Grande.
El desplegament termal que ofereixen els seus nombrosos parcs climatitzats públics i privats, atreuen milers de turistes cada any. Acuamanía, situat a Daymán, és el primer parc aquàtic termal d'Amèrica del Sud, i l'Horacio Quiroga (que rep el seu nom en honor del famós escriptor del mateix nom) comprèn la totalitat de les fonts d'aigua calenta de Salto Grande.
A continuació s'ofereix una llista de les localitats de Salto amb més de 1.000 habitants (dades del cens de 2004):
| Ciutat/Poble     | Població |
| ---------------- | -------- |
| Belén            | 2.030    |
| Constitución     | 2.844    |
| Pueblo Lavalleja | 1.049    |
| Salto            | 99.072   |

### Religió
El catolicisme romà és la principal religió. El departament és seu del bisbat de Salto, fundat el 14 d'abril de 1897, i el qual abasta els departaments d'Artigas, Salto, Paysandú i Río Negro. Segons les dades del bisbat, hi ha aproximadament 355.900 persones sota la seva jurisdicció, de les quals el 89,9% són batejades per l'església catòlica.

## Govern
D'acord amb l'article 262 de la Constitució de la República, en matèria d'administració departamental: 
| « | el Govern i Administració dels Departaments, a excepció dels serveis de seguretat pública, seran exercits per una Junta Departamental i un Intendent. Tindran la seva seu a la capital de cada departament i iniciaran les seves funcions seixanta dies després de la seva elecció. A més, l'Intendent, amb acord de la Junta Departamental, podrà delegar en les autoritats locals l'exercici de determinades tasques en les seves respectives circumscripcions territorials (...). | » |

L'actual intendent (2010–) del departament de Salto és Germán Coutinho (Partit Colorado).

## Persones destacades

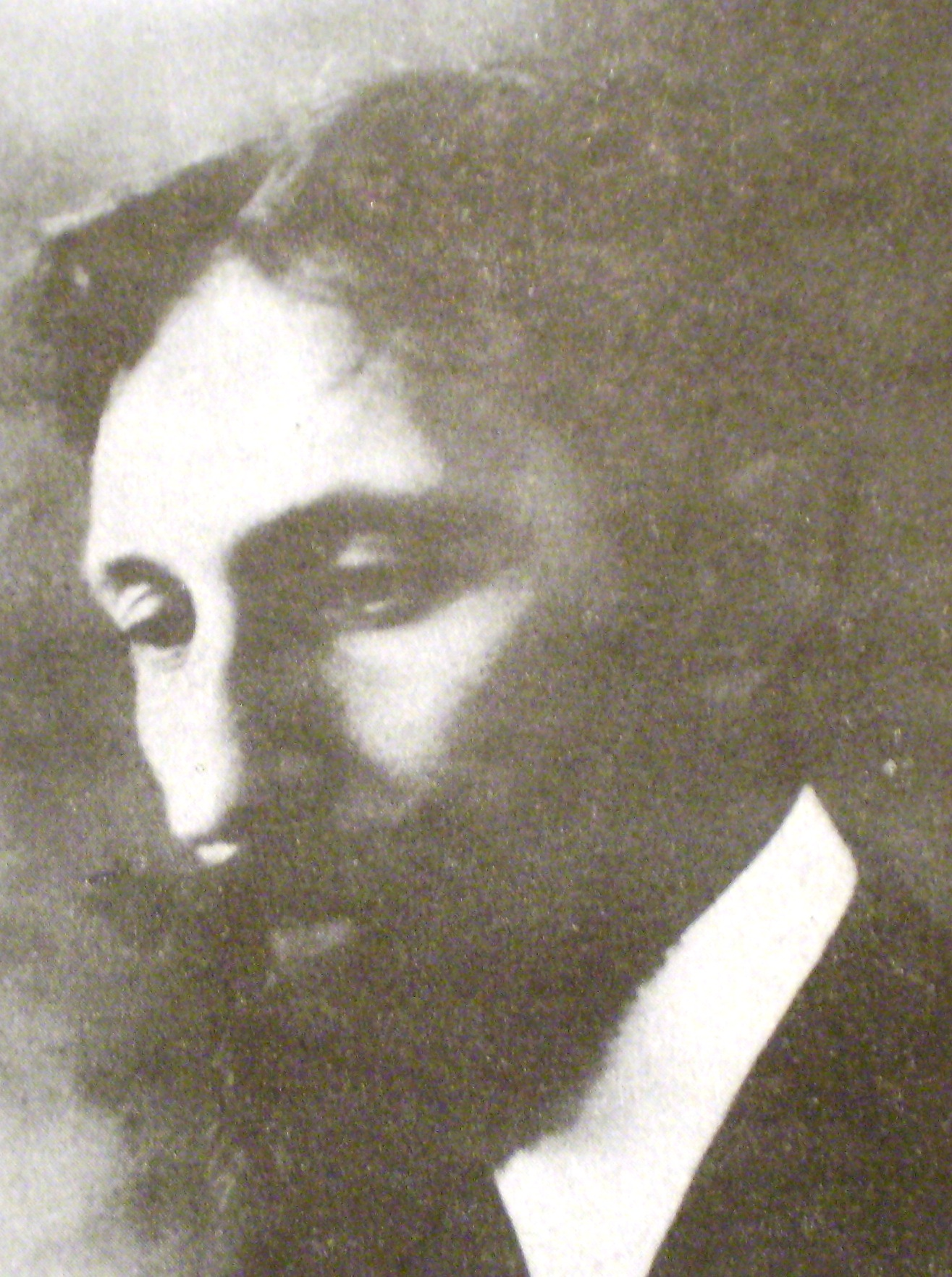
Horacio Quiroga.

- Rafael Addiego Bruno, president de l'Uruguai.
- Juan Ángel Albín Leites, futbolista.
- Enrique Amorim, escriptor.
- José Leandro Andrade, futbolista olímpic.
- Alfeo Brum Rodríguez, polític.
- Edinson Roberto Cavani Gómez, futbolista.
- Marosa di Giorgio, escriptora.
- Martín Kutscher, nedador professional.
- Alexandre Jesús Medina Reobasco, futbolista.
- Miguel Ángel Melogno, futbolista olímpic.
- Fernando Oliú, polític.
- Horacio Silvestre Quiroga Forteza, escriptor.
- Luis Alberto Suárez Díaz, futbolista.
- Feliciano Alberto Viera Borges, president de l'Uruguai.